# Лако је Ралету (1. сезона)
Прва сезона хумористичке телевизијске серије Лако је Ралету емитована је од 30. јануара до 29. марта 2023. на РТС 1. Прва сезона се састоји од 40 епизода.

## Радња
Настала према култном америчком ситкому из деведесетих година - Сви воле Рејмонда, Лакo је Ралету комедија је за све генерације. У ципеле комичара Реја Романа ускочио је Андрија Милошевић, и отелотворио лик успешног спортског новинара Ралета, који води динамичан живот, трудећи се да буде (колико је то могуће) и посвећен муж, и узоран отац, и добар син и брат. Али, Рале, по природи немаран и опуштен, и није од нарочите помоћи својој жени Ивани, па својим понашањем у породични живот уноси више пометње него склада.
Док Ивана на све начине покушава да одржи ред у кући и брине о троје деце, истовремено јој свакодневицу ремете досадне прве комшије - Ралетови родитељи и брат, који заједно живе у стану прекопута, и који просто обожавају да слободно време проводе баш код Ралета и Иване, задирући у сваки делић њиховог личног живота.
У призорима из свакодневице ове сложене породице, њиховим доживљајима и свим незгодама и неспоразумима са којима се савремени парови и родитељи сусрећу, препознаће се многи. А да ли ћемо заиста моћи да кажемо "лако је Ралету" остаје да се уверимо...

## Епизоде
| Бр. еп. (укупно) | Бр. еп. (у сезони) | Наслов | Редитељ                         | Сценариста                                                | Премијера         |
| --- | ------------------ | ------ | ------------------------------- | --------------------------------------------------------- | ----------------- |
| 1 | 1                  |        | Огњен Јанковић и Предраг Личина | Тања Илић                                                 | 30. јануар 2023.  |
| Рале је успешан спортски новинар, а уз то и муж, отац троје деце, син и брат. Мало је рећи да је живот који води узбудљив и динамичан. У стану породице Тодоровић никада није досадно, а многобројним перипетијама које проживљавају Рале и његова жена Ивана, доприносе досадне и наметљиве прве комшије - Ралетови родитељи и брат. Све што Ивана жели је да свој рођендан, бар једном, проведе само са својим мужем Ралетом и децом. Али када си члан луцкасте породице Тодоровић то неће ићи тако лако. Рале чини све да спречи своје родитеље Цицу и Драгана и брата Столета да, из најбољих намера, покваре Иванин рођендан. Истовремено, Ивана је незадовољна што Рале не уме на прави начин да искаже емоције према њој. Откривају да узрок такође лежи у томе што су Цица и Драган били шкрти у показивању љубави. Све то се, баш као и покварена славина коју Драган поправља, излива у бујицу осећања, коју нико није заиста желео.                        |                    |        |                                 |                                                           |                   |
| 2 | 2                  |        | Огњен Јанковић и Предраг Личина | Тања Илић                                                 | 31. јануар 2023.  |
| Ралетов деведесетчетворогодишњи деда-ујак Милан је умро и Рале мора да држи говор на сахрани. Док се Рале мучи са говором, Цица се мучи са чињеницом да на сахрану долази њена сестра Беца са којом не разговара десет година, тачније од Ралетове и Иванине свадбе на којој је Беца правила скандале. На дан сахране, Цица и Беца се суочавају и све води ка помирењу... Тачније, све до једног тренутка. Стојан је кренуо на часове криминалистичке психологије и мора да научи да ради IQ тест, те чланове своје породице користи као заморчиће. Овај тест на видело износи многе њихове мане и слабости и доводи их у смешне и сулуде ситуације. У том смислу се испоставља да је тест интелигенције био само параван за право истраживање - тест личности који је био Столетов задатак, тако да се наши јунаци нису показали у најбољем светлу, али је барем Столе добио највишу оцену.                                                                          |                    |        |                                 |                                                           |                   |
| 3 | 3                  |        | Огњен Јанковић и Предраг Личина | Душан Булић                                               | 1. фебруар 2023.  |
| Шта се деси кад Цица Драгану, уместо кајмака, у сендвич стави павлаку? Настане свађа толико велика да се Цица из протеста пресели код Ралета и Иване. Како ће Ивана издржати све Цицине критике, брисање обрисаних флека, прање опраних судова, док се Рале, као и у детињству, прави да спава. Да ли ће Драган опростити Цици павлаку у сендвичу и тако спасити брак Ивани и Ралету? На све то, у посету долазе Иванини родитељи, они су сушта супротност Драгану и Цици. Рат прозивкама и ниским ударцима између две прије и два пријатеља може да се настави, а где ће стати, видећемо... |                    |        |                                 |                                                           |                   |
| 4 | 4                  |        | Огњен Јанковић и Предраг Личина | Душан Булић                                               | 2. фебруар 2023.  |
| Рале упада у екипу сурових покераша пензионера које предводи његов отац Драган. То су људи који воле покер, брзу храну, пиво, али не воле кад неко дође са стране и уноси им нова правила игре. Како ће се Рале извући из "суровог" покерашког круга гунђавих и досадних пензионера и да ли ће Стојан ухапсити брата и оца због илегалне коцке и чињенице да свој посао схвата мало преозбиљно? Само што се ситуација са покером разреши, Стојан и Рале улазе у нови сукоб - ко је бољи тренер кошаркашке екипе коју чине њихови другари из детињства. Сукоб који ће пољуљати саме темеље братског односа, вама натерати сузе и осмех на лице, а Стојану само сузе. |                    |        |                                 |                                                           |                   |
| 5 | 5                  |        | Огњен Јанковић и Предраг Личина | Душан Булић                                               | 3. фебруар 2023.  |
| Ивана се данима радовала пиџама партију са својим најбољим другарицама из средње школе. На жалост, Цица успева да са само пар перфидних реченица разбуца Иванину дуго планирану забаву. Ивана јој у бесу шаље поруку у којој јој говори све најгоре што је икада помислила о њој. Рале чини све да спречи Ивану да пошаље поруку, а затим и све да спречи мајку да поруку прочита. У новогодишњој еуфорији, Ивана пакује ствари за Црвени крст и Рале је спречава да спакује лопту са Пиксијевим потписом, коју је добио од Драгана када је био мали. Марко и Столе у Ралету изазову озбиљну сумњу да је лопту заиста потписао Пикси и тако му буде сумњу у све у шта верује, изазивајући га да свима, а посебно Маши, упропасти Нову годину. |                    |        |                                 |                                                           |                   |
| 6 | 6                  |        | Огњен Јанковић и Предраг Личина | Филип Вујошевић                                           | 6. фебруар 2023.  |
| Шта се дешава када се Ивана разболи? Па, разболе се и деца, и Рале мора да преузме ствари у своје руке. А то значи да мора да одведе једног од близанаца код лекара. Али, оног који има температуру. И то паралелно са пословним састанком који може из корена да му промени каријеру. Пре него што ствари заиста измакну контроли, у помоћ прискаче Цица и успоставља контролу, али по својим правилима. Поред свих проблема који су га снашли, Рале мора да се суочи и са чињеницом да није најзгоднији у својој породици... |                    |        |                                 |                                                           |                   |
| 7 | 7                  |        | Огњен Јанковић и Предраг Личина | Филип Вујошевић                                           | 7. фебруар 2023.  |
| Сви знамо да Рале не воли и не уме да лаже. Али, овога пута ће бити приморан на то. Када Ралетови родитељи одлуче да продају старог "стојадина", Рале инсистира на томе да га Ивана и он купе. Оно што не говори Ивани је разлог због кога је толико везан за стари ауто. Ивана је одушевљена када сазна истину. И то није крај. Рале мора да нађе начин како да од Иване сакрије највећу могућу тајну - истину о Иванином вереничком прстену. Нажалост, и Ивана има своју тајну о истом том прстену. |                    |        |                                 |                                                           |                   |
| 8 | 8                  |        | Огњен Јанковић и Предраг Личина | Дејан Ћирјаковић                                          | 8. фебруар 2023.  |
| Ивана контактира своју омиљену лајфкоучерку са инстаграма - Др. Лору. Када ова популарна терапеуткиња уђе у дом Тодоровићевих и суочи се са њиховим живописним карактерима, врло брзо добија инспирацију за нову књигу. Ивана је наравно очајна, јер се њена намера да докторки представи свој "идеални живот" претворила у потпуну супротност. Да би открили како су се уопште нашли у овој животној ситуацији, Рале и Ивана се враћају у прошлост, присећају се свог младалачког стана у којем су живели када је Маша била беба, тренутка када су сазнали да чекају близанце и схватају ко је у ствари донео одлуку да почну да живе прекопута Ралетових родитеља. |                    |        |                                 |                                                           |                   |
| 9 | 9                  |        | Огњен Јанковић и Предраг Личина | Филип Вујошевић                                           | 9. фебруар 2023.  |
| Ових дана се у кући Тодоровића слабије спава. И то, из више разлога. За почетак, упознајте Мијата, најдивнијег кућног љубимца на свету. Још само да се утврди коме Мијат, заиста, припада. А онда, ту је и Драган, са својим хобијима и занимацијама. Драган је толико удубљен у оно што ради, да ће морати да се активира цео комшилук и смисли како ће да се обрачуна са њим. Оно што ће се догодити ће заувек променити односе међу комшијама у улици у којој Тодоровићи живе. |                    |        |                                 |                                                           |                   |
| 10 | 10                 |        | Огњен Јанковић и Предраг Личина | Филип Вујошевић                                           | 10. фебруар 2023. |
| У госте код Иване и Ралета долази Иванина мајка Љиља. Све би било у реду да Љиља није помало сноб, светска путница и жена којој је на првом месту лични ужитак. Ивана безуспешно покушава да направи однос између Љиље и Ралета. Све постаје још безнадежније када се у кући, непозвани, појаве и остали чланови породице Тодоровић. Проводећи време са сопственом мајком, Ивана успева да оствари однос са њом, али и са Цицом, схвативши да и она има значајно место у њеном животу. Љиља одлази, док се остали спремају за прославу Ноћи вештица. Када Драган, који дочекује децу у Ралетовом и Иванином стану, уместо слаткиша деци подели Ралетове и Иванине шарене кондоме, почиње права драма. Ивана и Рале су постиђени пред целим комшилуком... |                    |        |                                 |                                                           |                   |
| 11 | 11                 |        | Огњен Јанковић и Предраг Личина | Тања Илић, Дејан Ћирјаковић, Филип Вујошевић, Душан Булић | 13. фебруар 2023. |
| Шта се деси када унука Маша одбије да научи да свира бака Цицин омиљени инструмент - хармонику? Цица постаје увређена, повређена, и онда сви испаштају, а нарочито Стојан и Рале. Да ли Тодоровићи могу да побегну од Цицине срџбе, и да ли на све то Стојан може од маме да сакрије да је поломио њену омиљену вазу? Неколико дана касније, Тодоровићи схватају да је дошао дан годишњице Стојановог развода. Сваки члан фамилије покушава да га орасположи на свој, углавном погрешан, начин. А онда Рале преузима ствар у своје руке... |                    |        |                                 |                                                           |                   |
| 12 | 12                 |        | Огњен Јанковић и Предраг Личина | Тања Илић, Дејан Ћирјаковић, Филип Вујошевић, Душан Булић | 14. фебруар 2023. |
| Да би отишао да игра тенис са Марком, Рале слаже Ивану, али му у току игре позли. На прегледу, доктор утврђује да је Рале анксиозан и да мора више да се опушта те да, у том смислу, треба и чешће да игра тенис. Сви констатују колико је лако Ралету - њему лекар преписује да игра тенис! Ипак, Рале одлучује да не послуша савет лекара, јер добро зна да је анксиозност изазвао осећај кривице јер је лагао Ивану. Цици и Драгану је четрдесета годишњица брака, али на журци се размотава клупко тајни које су Цица, и још по неко, желели да сакрију свих ових година... |                    |        |                                 |                                                           |                   |
| 13 | 13                 |        | Огњен Јанковић и Предраг Личина | Дејан Ћирјаковић и Филип Вујошевић                        | 15. фебруар 2023. |
| У кући Тодоровића долази до великих промена. После једне изненадне посете Ралету док је на послу, Ивана закључује да се Рале у канцеларији проводи много боље него што би ико могао да претпостави. У исто време, она не зна где ће пре од обавеза које има око деце. Сплетом различитих околности, Ивана сазнаје да постоји могућност да Рале ради и од куће. Али, да ли је то заиста остварење њених снова? Да ли је Ралетово целодневно присуство у кући заиста добро за њихов однос? Када сазна колико зарађују афористичари у његовом омиљеном дневном листу, Драган жели да се опроба у писању шала. Његов први афоризам прихвате у новинама те његово самопоуздање порасте до неслућених висина, и он почиње озбиљно да малтретира целу породицу шалама које никоме нису смешне. Ипак, након почетничке среће, амбиције му порасту, у новинама почињу да га одбијају и све то му се обије о главу. Ипак, Драган ни не зна, да свако ипак нађе своју публику... |                    |        |                                 |                                                           |                   |
| 14 | 14                 |        | Огњен Јанковић и Предраг Личина | Филип Вујошевић                                           | 16. фебруар 2023. |
| Драган слави рођендан. Пошто је Рале опет заборавио да му купи поклон, за разлику од Стојана који се баш потрудио да угоди Драгану својим, Рале осећа потребу да се некако одужи оцу. Купује му најбољи поклон свих времена, онај који ће засенити све друге поклоне. Али, да ли је скупоцен и оригиналнан поклон од Ралета баш оно што Драган жели или ће то отворити многа питања о суштини односа на релацији отац-син? Наравно, однос са Драганом није једини однос који Рале мора да преиспитује. Одлазак на прославу годишњице матуре открива чињеницу да Рале није био баш најпопуларнији момак у средњој школи, за разлику од Иване која лако проналази заједнички језик са истим људима који су Ралета малтретирали и убацивали у женски тоалет. Да ли је складан брак између лузера и популарних могућ? |                    |        |                                 |                                                           |                   |
| 15 | 15                 |        | Огњен Јанковић и Предраг Личина | Филип Вујошевић                                           | 17. фебруар 2023. |
| Женско расположење је мистерија већа од чудовишта из Лох Неса и несталог града Атлантиде заједно и мушкарци хиљадама година покушавају да нађу формулу, али безуспешно. Све до данас. Рале је овај задатак схватио озбиљно и неће стати. Сам против свих креће у немогућу мисију и то баш на Божић. Нека му је Бог у помоћи. А само пар дана касније долази још један дан који је Ралету ноћна мора - пријатељи добијају бебу и, како обичаји налажу, сви морају да је виде и да јој се диве до бескраја, а како Рале каже: "кад видиш једну, видео си их све". Једини начин да избегне досадну посету јесте да са оцем и његовим пријатељем из војске, другом Бјелајцем, оде на четрдесету годишњицу војне вежбе на Пасуљанским ливадама. Рале бира опцију број два. Да ли је добро изабрао? |                    |        |                                 |                                                           |                   |
| 16 | 16                 |        | Огњен Јанковић и Предраг Личина | Филип Вујошевић                                           | 20. фебруар 2023. |
| Када у посету Тодоровићима дође најстарија чланица фамилије, рођака из Македоније - Илинка, однос снага и моћи у кући и кухињи се драматично мења. И таман када се Тодоровићи привикавају на новонасталу ситуацију и прихватају нова правила, чека их ново изненађење. А догодило се и једно чудо - Цица је решила да Ивану научи да направи омиљене Ралетове ћуфте. Једино што Ивани баш никако да испадну исто као и Цици. И опет је на Ралету да открије истину иза ове заврзламе. |                    |        |                                 |                                                           |                   |
| 17 | 17                 |        | Огњен Јанковић и Предраг Личина | Филип Вујошевић                                           | 21. фебруар 2023. |
| Рале је увек имао посебан однос са својим братом Стојаном. Али, увек се знало ко је хијерархијски на вишој позицији. Рале је увек био омиљено дете, Рале је познати спортски новинар, док је Стојан "само" полицајац. Али, шта се догађа када Стојан изазове брата да проведе једно вече са њим у полицијској патроли? Ралетов доживљај Стојана ће се заувек променити, а томе ће претходити озбиљне трауме и трзавице које ће обухватити све одрасле чланове породице Тодоровић. А када смо код млађих Тодоровића (деце), имају и они своје проблеме. Маша се плаши да спава сама у кревету и сваке ноћи се ушуњава код Иване и Ралета у собу. Док Драган сматра да са Машом треба оштро како се не би размазила, Рале има генијално решење за целу ситуацију. То решење, наравно, укључује и Цицин ангажман. Једино што Ивана није обавештена о томе. Не још... |                    |        |                                 |                                                           |                   |
| 18 | 18                 |        | Огњен Јанковић и Предраг Личина | Тања Илић                                                 | 22. фебруар 2023. |
| Након што је ниподаштавао Иванино вођење кућног буџета, Ивана као изазов препушта Ралету да преузме бригу о плаћању свих рачуна... То резултира тиме да Рале упада у минус, а да би то прикрио, позајми паре од Столета - ту чињеницу је наравно немогуће сакрити од Цице и Драгана, па онда Рале њих слаже да је Ивана превише трошила и, све у свему, замери се свим члановима породице... Питање је само како ће се овога пута извући... Сви знамо и да Столе има девојку Гоцу. Оно што нисмо знали, а што се Драган случајно излануо, јесте да Цица очигледно више воли Гоцу од Иване, и то зато што је "добра девојка". Да ли је и Ивана "добра девојка", колико је Рале љубоморан на брата и колико је Цица "добра девојка" сазнаћемо када се сви буду окупили на вечери коју кувају Гоца и Цица. |                    |        |                                 |                                                           |                   |
| 19 | 19                 |        | Огњен Јанковић и Предраг Личина | Дејан Ћирјаковић                                          | 24. фебруар 2023. |
| Враћамо се десет година уназад, и сазнајемо како су се венчали Рале и Ивана! Спремајући се за одлазак на свадбу, Рале и Ивана се присећају како је изгледало њихово веначање. Пут до матичара за овај пар није био ни мало лак, и Рале добро памти колико га је перипетија делило од оног, "судбоносног", да. Почевши од саме просидбе у коју су се, наравно, умешали Цица, Драган и Столе, преко Ралетове сумње у Иванин пристанак, све до тражења благослова од попа. Наравно, ни сама прослава није могла да прође без инцидената. Било је то, све у свему, венчање за памћење. |                    |        |                                 |                                                           |                   |
| 20 | 20                 |        | Огњен Јанковић и Предраг Личина | Душан Булић                                               | 27. фебруар 2023. |
| Када Ралетов и Иванин стан нападну мрави, цела породица се, на Цицино инсистирање, привремено сели у стан прекопута. Столе је тај коме ова ситуација од самог почетка никако не одговара, а и Цица ће, убрзо, уочити мане Ралетовог и Иваниног боравка. Ивана долази на идеју - сада је идеалан тренутак да Цица, Драган и Столе схвате како је то када у кући имају нежељене госте! Уз сав хаос који се десио са мравима, кућни послови и организација дана са децом Ивану доводе до пуцања. Долазак дадиље Ане у породицу Тодоровић, доноси непрепознатљив мир и хармонију, али само на тренутак. Маша је толико одушевљена Аном, да то изазива љубомору и код Цице и код Иване. Из страха да ће бити замењена, Ивана одлучује да сачува позицију и кује план. Али, ствари не иду онако како је Ивана замислила... |                    |        |                                 |                                                           |                   |
| 21 | 21                 |        | Огњен Јанковић и Предраг Личина | Душан Булић                                               | 28. фебруар 2023. |
| Када Столе добије нови пословни задатак, на коме се не сналази баш најбоље, цела породица Тодоровић прискаче у помоћ! Након изузетно лоших реакција на предавање, које је одржао у ауто школи, Столе стрепи од отказа и моли Цицу, Драгана, Ивану и Ралета да "глуме" ученике, не би ли се боље припремио за наредни час. Како му недостаје опуштеност и спонтаност, Столе долази на идеју да у своје предавање укључи - Мићу, бизарну лутку у полцијској униформи. Можда је на тренутак изгледало да ће се ситуација поправити, али нико од Тодорвића није спреман да чује оно што Мића има да каже... На школском турниру између две ватре, Ивана улази у окршај са родитељима Машиног друга. Бранко и Лидија замериће јој на погрешно одабраној ужини. Колико год њих двоје били иритантни, Ивану посебно из такта избацује Ралетово одбијање да им се супротстави. Да ли ће се Рале снаћи "између две ватре"?                                                     |                    |        |                                 |                                                           |                   |
| 22 | 22                 |        | Огњен Јанковић и Предраг Личина | Дејан Ћирјаковић                                          | 1. март 2023.     |
| Ресторан "Понте Росо" добио је нову конобарицу, а са њеним доласком крећу и велики проблеми за Ралета. Конобарица Анђелина својим изгледом привукла је пажњу свих мушких гостију у пицерији. Мада ништа лоше није урадио, сама чињеница да Анђелину сматра привлачном, чини да се Рале осећа кривим пред Иваном. И све што буде рекао, само ће погоршати ствари... Ивана долази на идеју да заједно са Ралетом напише књигу за децу. Иако овим предлогом уопште није одушевљен, Рале прихвата да помогне Ивани. Испоставиће се да креативни процес удвоје није ни налик ономе што је Ивана очекивала и замишљала. |                    |        |                                 |                                                           |                   |
| 23 | 23                 |        | Огњен Јанковић и Предраг Личина | Душан Булић                                               | 2. март 2023.     |
| Столе одбија да толерише Драганово неодговорно понашање за воланом. Након низа прекршаја, одлучује да га казни и Ивана је прва која ће ту одлуку подржати. Сви укућани полако бивају свесни какву опасност по околину представља Драган, који се у саобраћају понаша бахато и несмотрено. Ни Ралету ни Ивани није свеједно да пуштају децу са Драганом у ауто, а тек ће се шокирати када сазнају да му је возачка дозвола одавно истекла... Када Ивана препусти вођење школске аукције Ралету, сачекаће је непријатно изненађење. Ралетове шале на Иванин рачун забавиће све присутне, али ће учинити да се она осећа лоше и понижено. Ипак, Ивана одлучује да пређе преко свега, што у Ралету буди сумњу да му, у ствари, ништа није опростила, већ да - напротив - кришом кује освету. Да ли је Рале параноичан или само добро познаје своју жену? |                    |        |                                 |                                                           |                   |
| 24 | 24                 |        | Огњен Јанковић и Предраг Личина | Тања Илић                                                 | 3. март 2023.     |
| Рале је у проблему када на мерењу висине схвати да се - смањује! Како је постао нижи за један центиметар, Рале долази до закључка да стари и да му полако тече време. Одлучује да састави листу ствари које жели да уради пре смрти и поставља себи питање- које снове још није остварио? Цица одлучује да је време да се отарасе крша из гараже и породица Тодоровић организује распродају ствари. Када Ивана донесе на продају и креветац за бебе, Рале ће схватити да, за разлику од њега, Ивана не жели да има више деце. |                    |        |                                 |                                                           |                   |
| 25 | 25                 |        | Огњен Јанковић и Предраг Личина | Филип Вујошевић                                           | 6. март 2023.     |
| Столе више не може да изржи живот са родитељима и доноси одлуку да се одсели! На овај корак охрабрио га је Рале, што изазива бес код Цице, али и код Иване - сада када је Столе отишао, сав Цицин фокус усмерен је на Ивану и Ралета. Да би исправио грешку, Рале одлази да убеди Столета да се врати, али у новом стану упознаје Столетове газде и уочава бизарну сличност са својим родитељима. Рале се осећа лоше јер је можда био превише оштар у коментарима на чланак који му је колега из редакције, Пера, дао на читање. Међутим, када тај исти Перин текст буде објављен ни мање ни више него у Политици, Рале остаје у чуду. |                    |        |                                 |                                                           |                   |
| 26 | 26                 |        | Огњен Јанковић и Предраг Личина | Душан Булић                                               | 7. март 2023.     |
| Све је спремно за почетак преноса кошаркашке утакмице између Звезде и Партизана, али због невремена - нестаје ТВ сигнал! Овај неочекивани развој догађаја изазива и код Ралета и код Драгана панику и очај. Док Цица и Ивана предлажу да се време без кабловске искористи за разговор, Столе долази на идеју да играју друштвену игру коју је Ралету поклонио за Нову годину. Цела породица почиње да игра Савест, али нико од Тодоровића ни не слути до чега ће их Савест довести. Рале је номинован за престижну годишњу награду. Док је Ивана еуфорична и убеђена да ће Ралету, као најбољем спортском новинару, припасти пехар, Рале ни мало није сигуран да су шансе на његовој страни. Па ипак, награда одлази баш у његове руке. Ивана Ралету поставља дијагнозу вечитог песимисте, и Рале убрзо увиђа где лежи корен његовог песмизма. |                    |        |                                 |                                                           |                   |
| 27 | 27                 |        | Огњен Јанковић и Предраг Личина | Тања Илић                                                 | 8. март 2023.     |
| Рале добија позив који се не одбија - прилику да гостује у емсији Александра Стојановића! С обзиром да не поседује телевизијско искуство, Рале није сигуран да треба да прихвати позив, али га Пера из редакције убеђује да је ово шанса која се не пропушта. Међутим, Ралетово гостовање је, најблаже речено, тотални дебакл. Цела породица прећуткује своје праве утиске о Ралетовом појављивању на телевизији, али када га Стојановић поново позове у емисију, укућани више не могу да сакрију шта заиста мисле. Рале и Ивана не знају како да изађу на крај са Машом. Ивана пребацује себи да није вешт родитељ и да не уме да комуницира са децом. Зато одлучује да са Ралетом оде на курс родитељства. Рале је прилично скептичан према свим тим новим методама и приступима, али ће се прилично изненадити када новостечена знања и технике примени- на својим родитељима.                                                                                     |                    |        |                                 |                                                           |                   |
| 28 | 28                 |        | Огњен Јанковић и Предраг Личина | Дејан Ћирјаковић                                          | 9. март 2023.     |
| Ралету неће бити ни мало лако када Ивана сазна како је Столету описао брачни живот. Невоље су почеле када је Столе схватио да Гоцине идеје за декорисање његовог самачког стана воде у правцу заједничког живота. Забринут због Гоциних планова, Столе моли Ралета за савет, али када Гоца остави Столета, у очима осталих чланова породице Тодорвић несумњиви кривац за раскид је - Рале. На сајму пензионера, Цица и Драган одлучују да провере холестерол. Након што резултати покажу забрињавајуће повишен ниво холестерола, Цица одлучује да радикално промени начин исхране. Овакав потез изазива одушевљење код Иване, која Цици открива читав низ здравих рецепата. Али мушки део породице и није нарочито срећан због ових промена, посебно када схвате да се за славу спрема "кус-кус прасенце". |                    |        |                                 |                                                           |                   |
| 29 | 29                 |        | Огњен Јанковић и Предраг Личина | Тања Илић                                                 | 10. март 2023.    |
| Док Драган прави велике планове за преуређење Столетове собе у "Драганову бању", Цица се тешко мири са синовљевим одласком. Рале на наговор мајке и жене одлази код Столета да види како му је, након раскида са Гоцом. На Ралетово опште изненађење, Столе живи сан сваког мушкарца - из стана му не излазе згодне и младе комшинице! Иако је добио задатак да убеди Столета да се врати, Рале свог брата посећује све чешће. Рале је много креативних напора уложио у осмишљавање божићних поклона за своју фамилију: Столету, Иваниним и својим родитељима поклања по тостер са угравираном посветом. Док Иванини родитељи делују искрено захвални због овог геста, Цица и Драган су прилично равнодушни. А када схвати да су тостер заменили апаратом за кафу, Рале ће се силно разочарати. |                    |        |                                 |                                                           |                   |
| 30 | 30                 |        | Огњен Јанковић и Предраг Личина | Филип Вујошевић                                           | 13. март 2023.    |
| Столе и Рале у гаражи налазе стари сто за пинг-понг, који буди успомене на детињство и време када их је Драган побеђивао. Рале је ипак веома поносан на један тренутак који ће заувек памтити, а то је када је успео да победи Драгана. Али када му Цица открије строго чувану породичну тајну - да га је Драган у ствари пустио - Рале одлучује да оца изазове на окршај и докаже своје умеће са рекетом. Драган прихвата изазов. Цица проналази у теа пећи стари чеп од пивске флаше и Рале јој, том приликом, признаје да је чеп тамо завршио пре двадесет година, током журке коју је правио у стану. Цица се страшно увреди, када схвати шта је све Рале крио од ње, и одлучује да га казни. Сву своју пажњу усмерава на Столета, и то ни мање ни више него на Ралетов рођендан. |                    |        |                                 |                                                           |                   |
| 31 | 31                 |        | Огњен Јанковић и Предраг Личина | Дејан Ћирјаковић                                          | 14. март 2023.    |
| Драган је, по предлогу друга Бјелајца, изабран за комшију године! Рале је изненађен колико важности чланови породице Тодоровић придају овом именовању, али ипак пристаје да са Столетом направи мали филм и анкетира комшилук о Драгану. Ипак, сви ће се изненадити када чују какво мишљење људи имају о новом комшији године. Ивана и Рале присећају се свог првог сусрета. Расправљајући се око тога ко је кога смувао, њих двоје "враћају филм" десет година уназад и сећају се дана када су два момка - Рале и Маре - доставили Ивани кауч. |                    |        |                                 |                                                           |                   |
| 32 | 32                 |        | Огњен Јанковић и Предраг Личина | Тања Илић, Дејан Ћирјаковић, Филип Вујошевић, Душан Булић | 15. март 2023.    |
| Ивана долази на идеју да она и Рале оду негде заједно на викенд. После дуге и мучне потраге, одлучују се за кратак одмор на Фрушкој гори. Док је Ивана пресрећна што ће пар дана провести са својим мужем, Рале је у благој паници. За то време, Столе остаје у њиховом стану да чува децу. С обзиром да су деца порасла и да више нема толико обавеза у кући, Ивана доноси одлуку да се поново запосли. Једини који је заиста подржава у овој идеји је Столе, док су Рале и Цица незадовољни. Без обзира на Ралетову реакцију, Ивана одлучује да послуша себе и налази посао у једној маркетиншкој агенцији. Међутим, добија отказ већ првог дана... |                    |        |                                 |                                                           |                   |
| 33 | 33                 |        | Огњен Јанковић и Предраг Личина | Тања Илић, Дејан Ћирјаковић, Филип Вујошевић, Душан Булић | 16. март 2023.    |
| Рале никако не успева да се поштено наспава, јер по целу ноћ покушава, неуспешно, да одгурне Ивану од себе. Када је Ивана приметила да Рале спава на каучу, одлучна је да сазна разлог. Међутим, Ралетово признање потпуно ће разбеснети Ивану. Али, ово није једини проблем са којим се брачни пар Тодоровић суочава. Како је било трзавица у њиховом односу, Ивана и Рале одлучују да буду финији и увиђавни једно према другом, и покушају да више толеришу одређене поступке. Нови модел понашања биће прави изазов... |                    |        |                                 |                                                           |                   |
| 34 | 34                 |        | Огњен Јанковић и Предраг Личина | Тања Илић, Дејан Ћирјаковић, Филип Вујошевић, Душан Булић | 17. март 2023.    |
| Када се у кући Тодоровића покрене питање мушке фасцинације женским облинама, Рале признаје Ивани да воли жене са великим грудима. Ивана је повређена што јој је Рале рекао да не би имао ништа против ако би она уградила импланте. Због оваквог одговора, Ивана одлучује да Ралету постави замку. Испоставиће се да свако од њих гаји неке несигурности по питању сопственог тела. Једна мала свађа између Ралета и Иване ескалира у већи сукоб. Рале "уточиште" налази код Цице и Драгана, а Ивана се поверава Столету. Свако има своју верзију догађаја и прилично личну перспективу из које се те ситуације присећа. |                    |        |                                 |                                                           |                   |
| 35 | 35                 |        | Огњен Јанковић и Предраг Личина | Тања Илић                                                 | 20. март 2023.    |
| Столе је у проблему - нема партнерку за плес! Ивана, која је некада плесала окретне игре, нуди се да буде Столетова партнерка те вечери и оставља Ралета код куће самог. Мало је рећи да су се Столе и Ивана на плесу провели фантастично, и то Рале примећује. Постаје љубоморан на хоби који Ивана и Столе деле, па одлучује да се умеша... Тек што су се плесне страсти смириле, Столе се суочио са новом муком. Зауставио је, због брзе вожње, ауто у ком се возила Гоца. Столе никако не може да преболи раскид, али изгледа да ни Гоци није лако. Она долази код Столета и признаје му да и даље мисли на њега. Међутим, када њихово страсно "помирење" чује цео комшилук, Столе и Гоца од срамоте не смеју да се врате у стан. Привремено уточиште им нуди Ивана, због чега Рале није ни мало одушевљен. |                    |        |                                 |                                                           |                   |
| 36 | 36                 |        | Огњен Јанковић и Предраг Личина | Тања Илић                                                 | 21. март 2023.    |
| Нешто се чудно дешава са Драганом... Рале је приметио да се Драган интересује и за његов посао и за његов живот, не може да верује да одједном жели да разговара и прводи време са њим. Чак је и Цица приметила да се Драган понаша као други човек, прибојавајући се да је њен муж нашао швалерку. Међутим, када Рале мало поприча са Драгановим пријатељима, схватиће да Драган има нови хоби- спортско клађење - и да Ралета, у ствари, користи како би сазнао на који тим да стави новац. Када се Цица повери Ивани о свом сексуалном животу, Ивана упада у панику да ће, временом, и у њеном браку доћи до засићења и до пада Ралетовог либида. То, наравно, говори Ралету, а он, из знатижеље, испитује Столета колико често има секс са Гоцом. Када се у причу укључи и Драган, Рале и Ивана ће схватити да се Драганова и Цицина верзија приче уопште не поклапају.                                                                                           |                    |        |                                 |                                                           |                   |
| 37 | 37                 |        | Огњен Јанковић и Предраг Личина | Тања Илић                                                 | 22. март 2023.    |
| Ивана ништа не препушта случају и зато одлучује да са Ралетом састави тестамент. Долазак адвоката у кућу Тодоровића отворио је бројна питања, а најтеже од свих је - коме би, у случају смрти Иване и Ралета, припала њихова деца? Док Рале као идеалне кандидате истиче своје родитеље, Ивана предлаже другарицу Јелену, која је недавно постала мајка. Посету Јелене и њеног мужа Ивана прекидају Цица и Столе, који су веома увређени Иванином и Ралетовом одлуком. Рале је шокиран сазнањем да Ивана избељује науснице. Она му објашњава да јој недостаје мало простора и времена за себе и Рале одлучује да јој угоди и пусти је да се осами. Међутим, случајним доласком у стан, Рале је затиче како кришом плаче... |                    |        |                                 |                                                           |                   |
| 38 | 38                 |        | Огњен Јанковић и Предраг Личина | Дејан Ћирјаковић                                          | 23. март 2023.    |
| Рале је веома изненађен Иваниним либидом. Иако се не буни, Рале је збуњен Иванином изненадном променом расположења и полако увиђа да је његова жена оваква увек када се врати са тренинга. Када види фотографију Иваниног тренера, Рале ће помислити да је можда управо фитнес инструктор разлог њеног специфичног понашања... Рале пише књигу и има посла преко главе. Због тога му Цица доводи помоћника, рођака Горанчета, који је- најблаже речено - чудан. Горанче је Ралету много напоран, а Ивана има тезу да је то зато што њих двојица много личе. Оваква опаска врло вређа Ралета, али ће га још више забринути када схвати да сви чланови његове породице мисле исто. |                    |        |                                 |                                                           |                   |
| 39 | 39                 |        | Огњен Јанковић и Предраг Личина | Тања Илић                                                 | 28. март 2023.    |
| Цица планира да за недељни ручак спреми своје чувене сармице у виновој лози и, пред Иваном, позива Гоцу да јој се придружи у припреми. Видевши да је ситуација мало непријатна, Гоца предлаже да и Ивана кува са њима, што Цица не дочека са нарочитим одушевљењем. Иако у првом тренутку жели да се извуче, Ивана ипак одлучује да им се придружи и покуша да нађе добру тактику којом би могла да се супротстави Цицином константном "пецкању". Рале, за разлику од Иване, не верује да је могуће ућуткати Цицу. Након заједничке припреме сармица, Ивана се одважи да покуша да сама направи Карађорђеву шницлу. И, за дивно чудо, успева! Сви су прилично изненађени Иваниним кулинарским подухватом, а она добија подстрек да настави да кува. Али, полет ће трајати кратко... |                    |        |                                 |                                                           |                   |
| 40 | 40                 |        | Огњен Јанковић и Предраг Личина | Тања Илић                                                 | 29. март 2023.    |
| Ивана је отишла са децом код родитеља у Суботицу и Рале има велике планове за своје слободно вече! Нажалост, испоставиће се да његови другови нису расположени за луд провод, па планови брзо пропадају и Рале завршава код Столета у стану, очајнички тражећи било какво друштво. Бесан јер му је отерао девојку, Столе ће Ралету открити велику истину - Рале се у ствари плаши да спава сам. Али, и Столе има своје страхове. Столета и Ралета чека бесана ноћ, а када се окупе за столом у стану својих родитеља, браћа ће схватити да је узрок свих њихових страхова из детињства Драган и његове страшне приче! Рале се спрема да, због посла, отпутује у Ниш и Столе жели по сваку цену да иде са њим, како би упознао свог идола - Пиксија! Рале нерадо прихвата да поведе брата, али га преклиње да се понаша нормално. Столе је одушевљен и узбуђен због сусрета са фудбалском легендом...                                                                  |                    |        |                                 |                                                           |                   |